# Gareia arafurae
Gareia arafurae är en kräftdjursart som beskrevs av M. Bourdon och Bruce 1983. Gareia arafurae ingår i släktet Gareia och familjen Bopyridae. Inga underarter finns listade i Catalogue of Life.